# Arghastan
Pour les articles homonymes, voir Arghistan (homonymie).
L'Arghastan est une rivière d'Afghanistan qui coule dans les provinces de Zâbol et de Kandahâr. Il est le principal affluent du Tarnak, donc un sous-affluent de l'Helmand par le Tarnak et l'Arghandab.

## Géographie
La rivière naît dans la province de Zâbol dans le Sud-Est de l'Afghanistan, non loin de la frontière du Pakistan.
Peu après sa naissance, l'Arghastan adopte la direction de l'ouest-sud-ouest. Il rejoint le Tarnak en rive gauche, à une trentaine de kilomètres au sud-ouest (en aval) de Kandahar. Dans son cours inférieur, ses eaux sont largement utilisées pour l'irrigation de l'oasis de Kandahar, et son débit en est largement réduit. Le débit annuel moyen ou module de la rivière est de 2 m3/s aux abords de la ville de Kandahar.

## Affluents
- Le Lorah, venu du nord-est, qui rejoint l'Arghastan en rive droite dans son cours inférieur.